# Wilkin De La Rosa
Wilkin Anthony De La Rosa (nacido el 21 de febrero de 1985 en El Seibo) es un lanzador dominicano de ligas menores que se encuentra en el equipo independiente Camden Riversharks de la Liga Atlántica de Béisbol Profesional.
Con alrededor de nueve años de experiencie en el sistema de ligas menores de los Yankees, hasta 2011, De La Rosa había acumulado un récord total de 21 victorias y 15 derrotas.
En la Liga Dominicana de Béisbol pertenece a los Leones del Escogido.